# Synténie
La synténie est la présence simultanée sur le même chromosome de deux ou plusieurs loci, indépendamment de leur liaison génétique. La notion de synténie est de plus en plus utilisée pour décrire la conservation de l’ordre des gènes entre deux espèces apparentées.
Dans ce cas, la localisation de plusieurs gènes peut être prédite grâce à un modèle de données. Les comparaisons entre espèces phylogénétiquement éloignées révèlent une augmentation de la perte de synténie.

## Étymologie
Synténie signifie littéralement "sur le même ruban" (du Grec :  σύν, syn = ensemble  et  ταινία, tainiā = ruban). On retrouve la racine -tène (ruban) dans d'autres termes associés aux chromosomes : pachytène (ruban épais) et polytène (ruban multiple).